# Philippe Robert

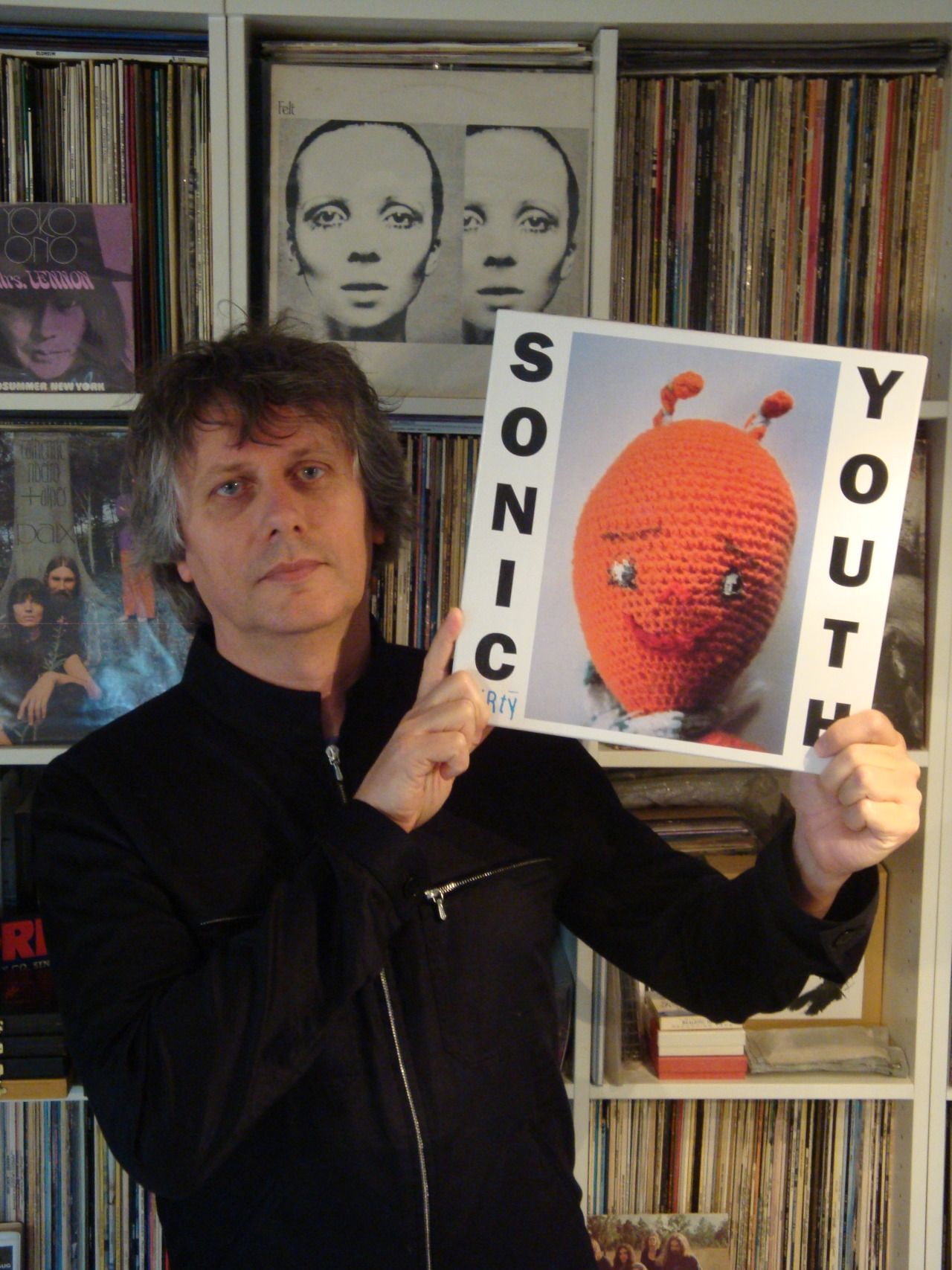
Philippe Robert (2018).

Philippe Robert, nacido en 1958 en París, es un periodista musical francés.

## Biografía
Crítico musical en la prensa escrita, también ha publicado varios ensayos sobre el rock, el folk y el soul.
Philippe Robert ha escrito en revistas como Les Inrockuptibles, Mouvement, Vibrations y Jazz Magazine. 
Ha coproducido tres álbumes con miembros de Sonic Youth, Lee Ranaldo y Thurston Moore. 
Vive en el sur de Francia.

## Libros
- Rock, pop, prefacio de Gilles Tordjman, Le Mot et le Reste, 2006
- Hard'n'Heavy, 1966-1978, con Jean-Sylvain Cabot, Le Mot et le Reste, 2009
- Hard'n'Heavy, 1978-2010, con Jean-Sylvain Cabot, Le Mot et le Reste, 2010
- Folk & Renouveau, Le Mot et le Reste, 2011
- Post-Punk, No Wave, Indus & Noise, Le Mot et le Reste, 2011
- Great Black Music, Le Mot et le Reste, 2013
- Musiques expérimentales, Le Mot et le Reste, 2014
- Agitation frite. Témoignages de l'underground français, 2017